# Хевиа
Хосе Анхель Хевиа Веласко (исп. José Ángel Hevia Velasco, выступает как просто Хевиа; род. 1967, Вильявисьоса) — испанский исполнитель на волынке. Часто выступает дуэтом со своей сестрой, перкуссионисткой Марией Хосе. В 1992 году ему была присуждена первая премия за соло на волынке на фестивале Interceltique de Lorient в Бретани.
Известен также своими выступлениями в поддержку астурийского языка.

## Дискография
- Tierra de nadie (1998)[2]
- The Other Side (Al Otro Lado) (2000)
- Étnico ma non troppo (2003)
- Tierra de Hevia (2005)
- Obsession (2007)
- Lo Mejor De Hevia (2009)